# Monica Graziana Contrafatto
Monica Graziana Contrafatto (Gela, 9 marzo 1981) è una militare e atleta paralimpica italiana.

## Biografia
Militare dal 2006, primo caporal maggiore in forza al 1º Reggimento bersaglieri, di stanza a Cosenza.
Viene ferita gravemente nel corso della sua seconda missione in Afghanistan. Durante un attacco subito da forze avverse, condotto con tre colpi di mortaio il 24 marzo 2012 alle ore 18:00 locali (14:30, ora italiana), contro la FOB (Forward Operative Base) "Ice" nel distretto del Gulistan, nella provincia di Farah, nel settore Sud-Est dell'area di responsabilità italiana, assegnata alla Task Force South-East.
Nell'azione di guerra subita vi sono stati un morto, il sergente del Genio guastatori Michele Silvestri e cinque feriti, di cui due gravi, tra cui la Contrafatto, che subisce gravi lesioni alla gamba destra. A causa delle sue ferite, la gamba dovette essere amputata.
Il 10 aprile 2013 è stata decorata con la Croce d'Onore alle vittime di atti di terrorismo o di atti ostili impegnate in operazioni militari e civili all'estero.
Il 4 maggio 2015 è stata il primo soldato donna dell'Esercito Italiano a essere decorata: in quel giorno ha ricevuto, in cerimonia solenne, la Medaglia d'oro al valore dell'esercito per il comportamento tenuto
La medaglia è stata conferita con il Decreto del presidente della Repubblica n. 319 del 23 dicembre 2014,

## Carriera sportiva
Ha vinto una medaglia di bronzo paralimpica nei 100 metri piani categoria T42 ai Giochi paralimpici di Rio de Janeiro 2016 con il tempo di 16"30.
Agli Invictus Games del 2018, a Sydney, si è aggiudicata la medaglia d'oro nei 100 metri piani.
Il 4 settembre 2021 conquista la medaglia di bronzo ai Giochi paralimpici di Tokyo 2020, con il tempo di 14"73, dietro alle connazionali Ambra Sabatini e Martina Caironi.
Il 13 luglio 2023 conquista la medaglia di bronzo ai mondiali di Parigi, seguendo le connazionali sul podio. L'anno successivo prende parte, sempre nella capitale francese, alla sua terza Paralimpiade. Disputa la finale dei 100 metri piani T63, dove tuttavia negli ultimi metri di gara si trova involontariamente coinvolta nella caduta della compagna di squadra Ambra Sabatini: riuscita comunque a tagliare il traguardo in quarta posizione con il crono di 14"60, ad un solo centesimo dal terzo posto, a seguito di un ricorso presentato dalla Contrafatto stessa e dalla delegazione italiana le viene comunque assegnato il bronzo ex aequo con la britannica Ndidikama Okoh.

## Palmarès
| Anno | Manifestazione       | Sede           | Evento          | Risultato | Prestazione | Note |
| ---- | -------------------- | -------------- | --------------- | --------- | ----------- | ---- |
| 2016 | Europei paralimpici  | Grosseto       | 100 m piani T42 | Bronzo    | 17"03       |      |
| 2016 | Giochi paralimpici   | Rio de Janeiro | 100 m piani T42 | Bronzo    | 16"30       |      |
| 2017 | Mondiali paralimpici | Londra         | 100 m piani T42 | Argento   | 15"35       |      |
| 2018 | Europei paralimpici  | Berlino        | 100 m piani T63 | Argento   | 15"61       |      |
| 2019 | Mondiali paralimpici | Doha           | 100 m piani T63 | Argento   | 15"56       |      |
| 2021 | Giochi paralimpici   | Tokyo          | 100 m piani T63 | Bronzo    | 14"73       |      |
| 2023 | Mondiali paralimpici | Parigi         | 100 m piani T63 | Bronzo    | 14"60       |      |
| 2024 | Giochi paralimpici   | Parigi         | 100 m piani T63 | Bronzo    | 14"60       |      |